# Centre de production
Un centre de production est un lieu où s’effectue la production de biens et de services.
Cette production est séparée en unités de production. Un centre de production peut comprendre plusieurs unités de production.
Il peut s’agir d’usine.
Une unité de production peut être définie comme un département où se déroule une action de production. Exemple : au sein d'une entreprise sidérurgique, on peut distinguer les unités de production des produits longs et les unités de production des produits plats. 